# Titisan
Titisan is een bestuurslaag in het regentschap Sukabumi van de provincie West-Java, Indonesië. Titisan telt 9892 inwoners (volkstelling 2010).